# Kiddouch
Pour les articles homonymes, voir Kiddouch (homonymie).
Ne doit pas être confondu avec Kaddish.
Le kiddouch (hébreu : קידוש qiddoush, « sanctification ») est la cérémonie de sanctification d’un jour saint (chabbat ou fête biblique) au moyen d’une bénédiction prononcée sur une coupe de vin casher.
Il est réalisé deux fois, après les offices du soir et du matin. Certains le font aussi lors du troisième repas de chabbat.

## Principes généraux du rituel
Afin d'honorer la mitzvah du kiddouch, on utilise souvent un élégant gobelet en argent. Ce récipient doit pouvoir contenir au moins un revi'it de liquide (à peu près 150 millilitres). La majeure partie du vin ou jus de raisin devrait être bue par celui qui récite le kiddouch, ou un autre assistant. Le reste devrait être partagé par le reste de l'assistance qui se fait passer la coupe en essayant de ne pas la vider avant que le dernier n'en ait bu (mais dans ce dernier point, il s'agit de coutumes).
Avant de réciter les bénédictions, la 'hallah, qui sera le prochain met consommé en l'honneur du jour saint, doit être recouverte par une étoffe : en effet, d'un point de vue halakhique, la bénédiction sur le pain a préséance sur la bénédiction du vin ; cependant, afin de commencer le repas par le « kiddouch », la 'hallah doit être cachée afin de la « retirer » de la table. 
Certains y voient une allégorie de l'attention à manifester à son prochain : on ne peut enlever d'honneur au pain en se concentrant sur le vin tant que le pain « regarde ».
Pour le kiddouch du « matin » (en réalité, comme il a lieu après la prière du matin, il ne se fait généralement pas avant midi), on peut le réciter, même en l'absence d'intention de s'asseoir pour un vrai repas. En ce cas, un gâteau est utilisé comme nourriture à se faire passer en lieu et place du pain (d'un point de vue strictement biblique, pain et gâteau ont le même statut). Le gâteau doit lui aussi être recouvert lors de la bénédiction sur le vin.
Lorsque le kiddouch est récité sur la 'hallah (parce qu'il n'y a ni vin, ni jus de raisin, ni boisson alcoolisée disponible), on substitue la bénédiction sur le pain à la bénédiction sur le vin, et on se lave les mains avant de réciter le kiddouch et non après. 
Certaines congrégations le font routinièrement, même en présence de vin.

## Kiddouchde la veille de chabbat et des trois fêtes
Il s'agit du kiddouch principal, et sa signification porte sur tout le chabbat ou jour de fête. La prière centrale est celle de la sanctification du jour (Héb. קדושת היום kedouchat hayom), où le fidèle affirme le distinguer des autres jours, en souvenir de la création du monde (Chabbat) et/ou de la sortie d'Égypte (jour de fête).

La conclusion de la bénédiction du chabbat est Baroukh ata Ado-naï, mèkadech hachabbat (Béni es-Tu Eternel, qui sanctifie le chabbat) ; celle des jours de fête est Baroukh ata Ado-naï, mèkadech Israël vèhazmanim (Béni es-Tu, Eternel, qui sanctifie Israël et les périodes).
Avant la sanctification du jour, on lit quelques versets de la Torah et la bénédiction sur le vin (ou sur le pain, ou toute boisson alcoolisée permise).
Lors des jours de fête, on ajoute après la sanctification du jour la bénédiction Chèhè'hiyanou.

### Kiddouch du vendredi soir

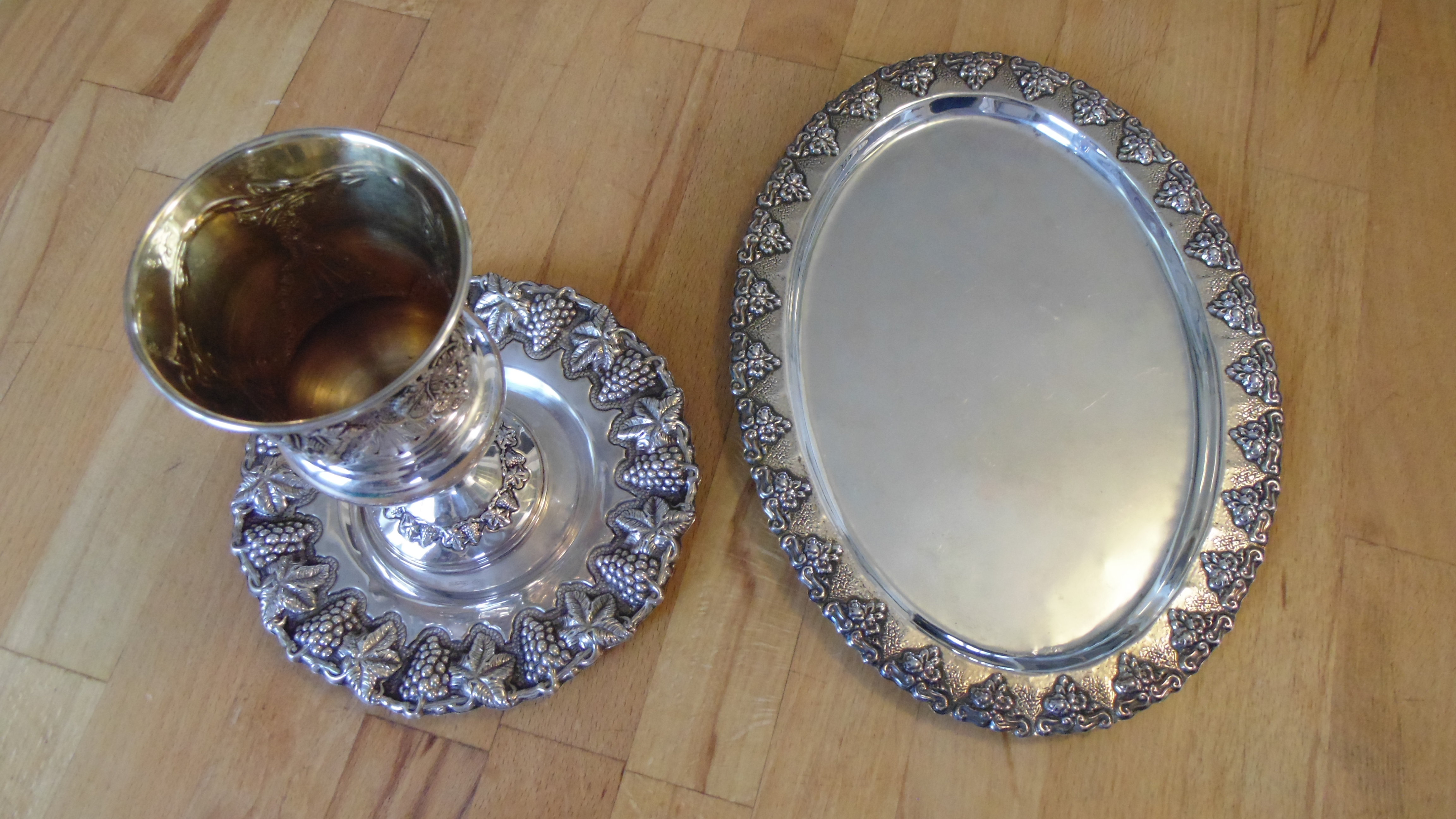
Verre et plat pour kiddoush du Shabbat. Photo Copyleft.

Le kiddouch de la veille du chabbat débute par un passage biblique attestant de la création divine du monde. L'une des intentions de respecter le chabbat étant précisément la concrétisation de la croyance de la création du monde, les assistants restent souvent debout.

Le chef de famille, ou l'officiant, prend une coupe de vin en main et dit :
- les versets relatifs au chabbat
... Le sixième jour. Les cieux et la terre furent achevés, et toutes leurs dépendances. Dieu acheva au septième jour Son œuvre qu'Il avait faite, il se reposa le septième jour de toute Son œuvre qu'Il avait faite. Dieu bénit le septième jour et Il le sanctifia, car ce jour-là, Il s'était reposé de toute Son œuvre que Dieu avait créée en la faisant[3].

- l'appel à l'attention de l'assistance 
Votre attention, [mes] maîtres, rabbins et messieurs-mesdames. (Le'Hayim)
  - la  prière sur le vin
Béni es-Tu, Eternel, notre Dieu, Roi du monde, créateur du fruit de la vigne. (Amen)

la prière de sanctification du Chabbat
Béni es-Tu, Eternel notre Dieu, Roi du monde, qui nous a sanctifiés par Ses commandements, et a voulu de nous, et qui par amour et volonté, nous a donné Son saint Chabbat en héritage, en souvenir de l'Œuvre de la Création ; Car ce jour est la première des choses sacrées, le souvenir de la sortie d'Égypte. Car Tu nous as élus et tu nous a sanctifiés parmi tous les peuples, et par amour et volonté, tu nous as donné Ton saint Chabbat en héritage. Béni es-Tu Éternel, le sanctificateur du Chabbat. (Amen)

### Kiddouchdes trois fêtes

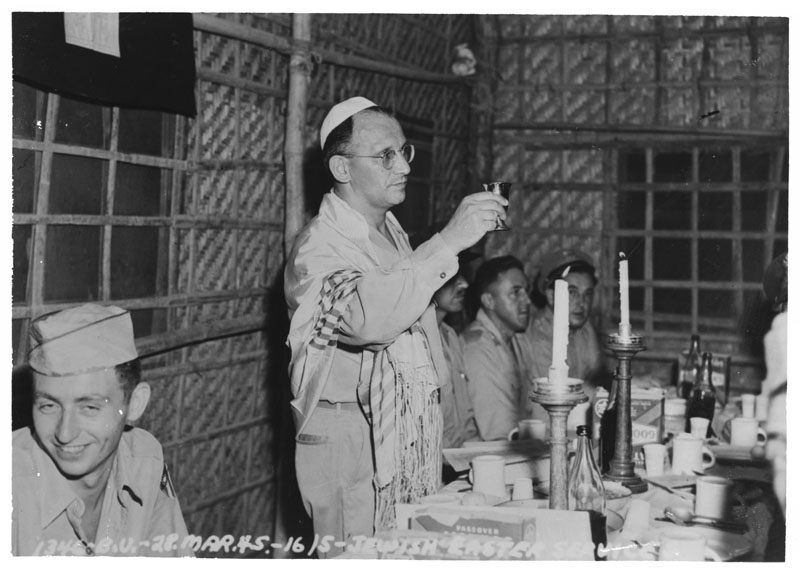
J. Rudin au kiddoush de Pessah, mars 1945. Coll. American Jewish Historical Society.

Cette version du Kiddouch est récitée la veille des festivals de Pessa'h, Chavouot, Soukkot et Chemini Atzeret/Sim'hat Torah. Les sections entre parenthèses sont ajoutées lors de la veille du jour de fête coïncide avec celle du chabbat.
Le chef de famille, ou l'officiant, prend une coupe de vin en main et dit devant l'assistance debout :
- les versets relatifs aux jours de fête (si la fête tombe un vendredi soir, il remplace ces versets par ceux de la Genèse consacrés au chabbat)
Voici les fêtes de l'Éternel, les saintes convocations, que vous publierez à leurs temps fixés.(Lévitique 23:4)
- l'appel à l'attention de l'assistance 
Votre attention, [mes] maîtres, rabbins et messieurs-mesdames. (Le'Hayim)
- la prière sur le vin 
Béni es-Tu, Eternel, notre Dieu, Roi du monde, qui crée le fruit de la vigne. (Amen)
- la prière de sanctification du jour
Béni es-Tu, Eternel, notre Dieu, Roi du monde, qui nous a choisis parmi toutes les nations, et élevés au-dessus de toute langue, et sanctifiés avec Ses commandements. Et tu nous as donné, Eternel, notre Dieu, avec amour des festivals pour nous réjouir, des jours saints et des moments pour la joie, [dont] ce jour

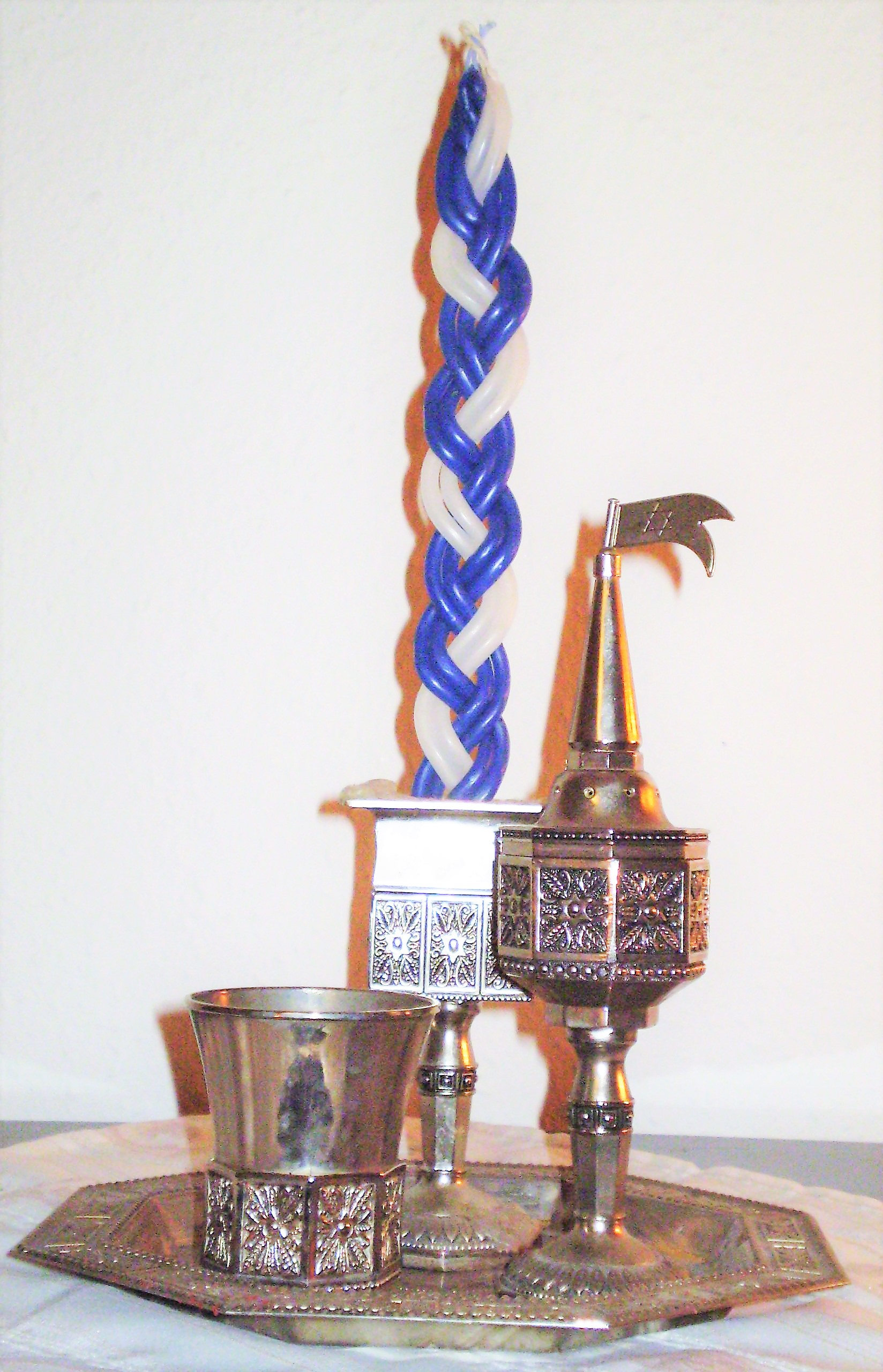
Ustensiles du kiddoush de Havdala du samedi soir. Photo Olaf.herfurth.

  - Ustensiles du kiddoush de Havdala du samedi soir. Photo Olaf.herfurth. (à Chabbat, on intercale : de Chabbat, et ce jour)
  - à Pessa'h : de fête des Azymes, ce jour faste de convocation sainte, temps de notre liberté,
  - à Chavouot : de fête des Semaines, ce jour faste de convocation sainte, temps du don de notre Torah,
  - à Soukkot : de fête des Cabanes, ce jour faste de convocation sainte, temps de notre joie,
- [suite de la prière] une convocation sainte en souvenir de la Sortie d'Égypte. Parce que tu nous as choisis, et nous as sanctifiés au-dessus de toutes les nations, et (tes chabbat et) tes saints festivals, (dans l'amour et la volonté, ) dans le bonheur et dans la joie, tu nous [les] as donnés comme héritage. Béni es-Tu, Eternel, qui sanctifie (le chabbat et) Israël et les moments [des fêtes saintes].(Amen)

- À Soukkot, on intercale la prière pour la soukka. Le premier soir, avant la bénédiction chèhèhiyanou (ci-après), le second soir après.
Béni es-Tu, Eternel, notre Dieu, Roi du monde, qui nous as sanctifiés par Ses prescriptions, et nous as prescrit de s'asseoir dans la Soukka.

- Bénédiction chèhè'hiyanou [action de grâce d'être arrivé à ce jour]
Béni es-Tu, Eternel, notre Dieu, Roi du monde, qui nous as fait vivre, exister et arriver à cet instant.(Amen)
[Cette bénédiction ne se fait pas les deux derniers jours de Pessa'h. Par ailleurs, si l'issue de la fête coïncide avec la sortie du chabbat, on fera précéder le chèhè'hiyanou des bénédictions de la Havdala[4].]

## Kiddouchdu matin de Chabbat et des trois fêtes
Bien que le kiddouch de la veille du Chabbat ou d'un jour de fête couvre l'entièreté de sa longueur, les Sages ont décrété un kiddouch en journée, afin de rappeler une fois de plus la sainteté du jour.
Le kiddouch ne se compose à l'origine que d'une bénédiction sur le vin, mais on a coutume de lui faire précéder des versets bibliques traitant de la sainteté du jour.
Ce kiddouch est appelé en araméen Kiddoucha rabba (קידושא רבא), le « Grand kiddouch » par une tournure assez fréquente en araméen de nommer les choses par leur contraire lorsqu'elles pourraient s'avérer déplaisantes.

### Kiddouch du samedi matin
- Versets relatifs au Chabbat
  - Et les enfants d'Israël observeront le chabbat, en le célébrant, eux et leurs descendants, comme une alliance perpétuelle.
Ce sera entre Moi et les enfants d'Israël un signe qui devra durer à perpétuité ; car en six jours l'Éternel a fait les cieux et la terre, et le septième jour Il a cessé son œuvre et Il S'est reposé (Exode 31:16-17).
  - Souviens-toi du jour du repos, pour le sanctifier.
Tu travailleras six jours, et tu feras tout ton ouvrage.
Mais le septième jour est le jour du repos de l'Éternel, ton Dieu : tu ne feras aucun ouvrage, ni toi, ni ton fils, ni ta fille, ni ton serviteur, ni ta servante, ni ton bétail, ni l'étranger qui est dans tes portes.
Car en six jours l'Éternel a fait les cieux, la terre et la mer, et tout ce qui y est contenu, et Il S'est reposé le septième jour : c'est pourquoi l'Éternel a béni le jour du repos et l'a sanctifié (Exode 20:8-11).
- Appel à l'attention de l'assistance 
Votre attention, [mes] maîtres, rabbins et messieurs-mesdames. (Le'Hayim)
- Prière sur le vin 
Béni es-Tu, Éternel, notre Dieu, Roi du monde, qui crée le fruit de la vigne. (Amen)

### Kiddouchdu matin des jours de fête
- Versets relatifs au jour
  - Voici les fêtes de l'Éternel, les saintes convocations, que vous publierez à leurs temps fixés (Lévitique 23:4).
  - Et Moïse dit aux enfants d'Israël quelles sont les fêtes de l'Éternel.(Lévitique 23:44).
- Appel à l'attention de l'assistance 
Votre attention, [mes] maîtres, rabbins et messieurs-mesdames. (Le'Hayim)
- Prière sur le vin 
Béni es-Tu, Éternel, notre Dieu, Roi du monde, qui crées le fruit de la vigne. (Amen)

## La famille Unetelle convie l'assistance aukiddouchen l'honneur de…
Le terme kiddouch peut désigner par extension une réception où sont offerts vin, gâteaux, boissons légères, et buffet contenant (chez les Juifs ashkénazes, par exemple) des harengs, un kugel ou un kouglof, des salades, du tchoulent, ou (chez les Juifs séfarades, par exemple) des charcuteries, des fricassés, des gâteaux d'apéritif, des amandes, de la pizza au thon, etc. après l'office du Chabbat matin à la synagogue. 
Ce type de kiddouch est, ainsi que l'indique l'intitulé, souvent le fait d'une famille célébrant une bar mitzva, un futur mariage, des fiançailles, un anniversaire, ou une promotion professionnelle. 
On honore celui qui offre le kiddouch en lui laissant réciter les bénédictions du Chabbat matin devant l'assistance, qui peut ensuite consommer le gâteau et les autres délicatesses.